# Inhumas
Inhumas es un municipio brasilero del estado de Goiás. 
Cuando aun era distrito del Municipio de Itaberaí, de 1896 a 1931, Inhumas fue gobernada por subintendentes nombrados. Después de emancipada, Inhumas fue dirigida por prefectos municipales nombrados por el gobierno estatal y después electos directamente por el pueblo.

## Geografía
- IDH - Educación: 	0,842
- IDH - Longevidad:	0,754
- IDH - Salario: 	0,699
- IDH - Municipal:	0,765

- Ley de creación: 	nº 602del 19 de enero de 1931

- Distritos/Poblados/Aglomerados: Poblado de Santa Amália.